# 波尼鎮區 (堪薩斯州波尼縣)
波尼鎮區（英語：Pawnee Township）為美國堪薩斯州波尼縣轄下的鎮區。2010年美国人口普查中該鎮區人口有441人。

## 地理
波尼鎮區涵蓋總面積為92.56平方（35.74平方英里）。

## 人口統計
根據2010年美國人口普查，波尼鎮區人口有441人，人口密度為4.76人/每平方公里。此鎮區居民之種族中，白人佔71.88%，非裔美國人佔24.49%，美洲原住民佔1.81%，亞裔美國人佔0.23%，太平洋島裔美國人佔0%，其他種族佔0.45%，混血種族則佔1.13%。而西班牙裔或拉丁裔美國人佔此鎮區人口的8.16%。

## 交通

### 主要公路
- 156號堪薩斯州州道